# جوليس بويكوف
جوليس بويكوف (بالإنجليزية: Jules Boykoff)‏ هو لاعب كرة قدم وعالم سياسة أمريكي، ولد في 11 سبتمبر 1970 في ماديسون في الولايات المتحدة. لعب مع ميلواكي وايف.